# Vorschüssigkeit und Nachschüssigkeit
Zahlungen können nur dann verglichen werden, wenn sie zum gleichen Zeitpunkt anfallen. Denn eine Zahlung, die am 1. Januar eines Jahres eingeht (vorschüssiger Anfall), ist mehr wert als eine, die erst am Jahresende eingeht (nachschüssiger Anfall). Die Wertdifferenz beträgt in diesem Fall genau einen Jahreskalkulationszinsfuß, da das Geld, welches man bereits am 1. Januar erhält, bis zum Vergleichszeitpunkt in t=1 noch ein Jahr zum Kalkulationszinsfuß angelegt werden kann. Die Zusammenhänge zwischen vor- und nachschüssige Raten werden durch die vier Grundformeln der Rentenrechnung abgebildet.

## Beispiele

### Vorschüssigkeit
- Mieten müssen üblicherweise zum 1. eines Monats gezahlt werden.
- Altrenten werden zum 1. des Monats bezahlt.
- Wartungsverträge sind häufig am Anfang des Jahres fällig.
- Versicherungsbeiträge sind in der Regel am Jahresanfang zu zahlen.
- Leasingraten werden bereits am Monatsanfang fällig.
- Vorschüssige ewige (jährliche) Rente:

{\displaystyle {\ddot {a}}_{\overline {\infty |}}=1+v+v^{2}+v^{3}+\cdots ={\frac {1}{1-v}}}

### Nachschüssigkeit
- Gehälter werden meistens erst am Monatsende gezahlt.
- Kreditraten werden erst am Monatsende fällig.
- Neurenten werden am Monatsende überwiesen.
- Nachschüssige ewige (jährliche) Rente:

{\displaystyle \,a_{\overline {\infty |}}=v+v^{2}+v^{3}+\cdots ={\frac {v}{1-v}}}